# Niecierpek nowogwinejski

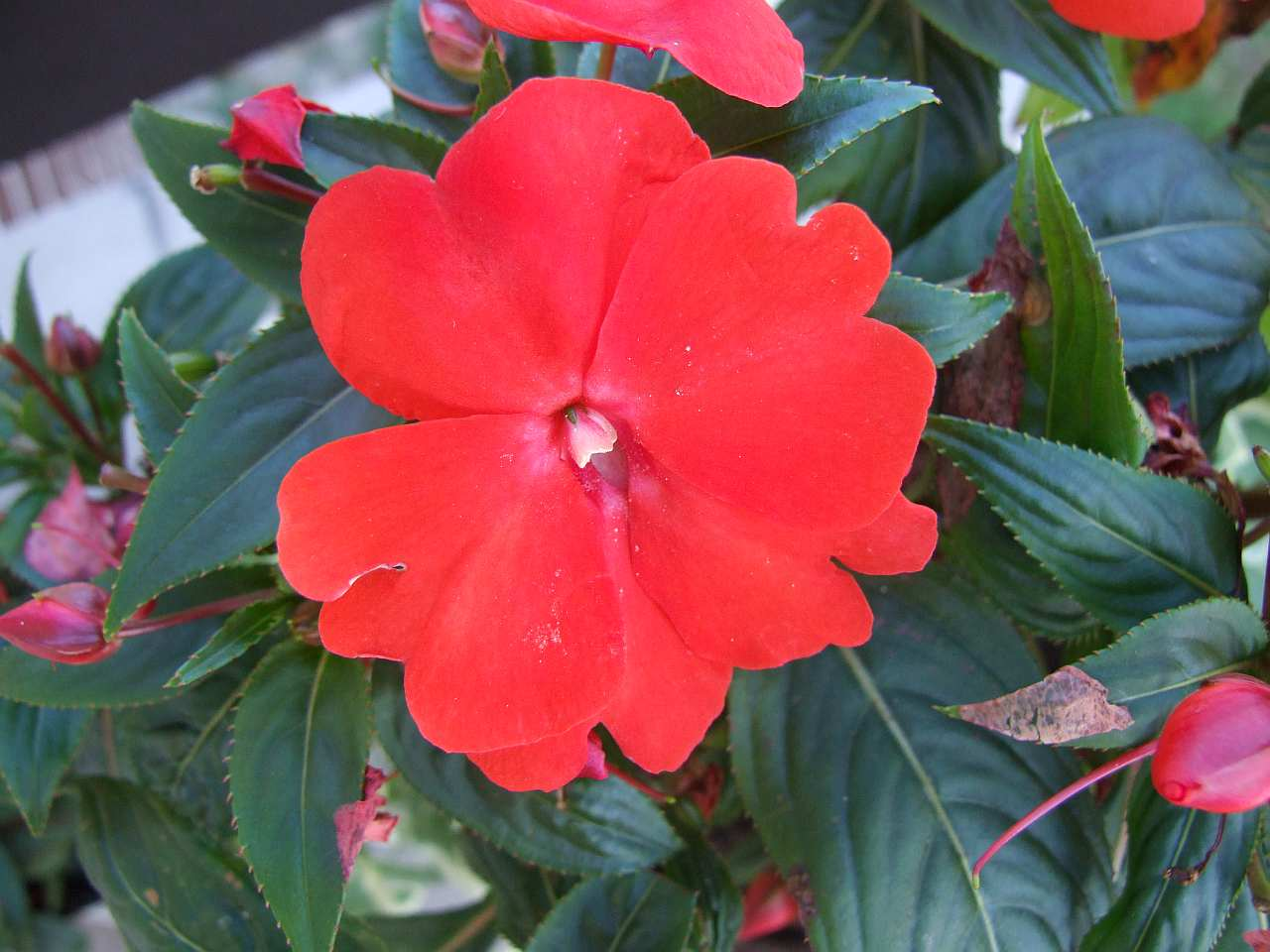

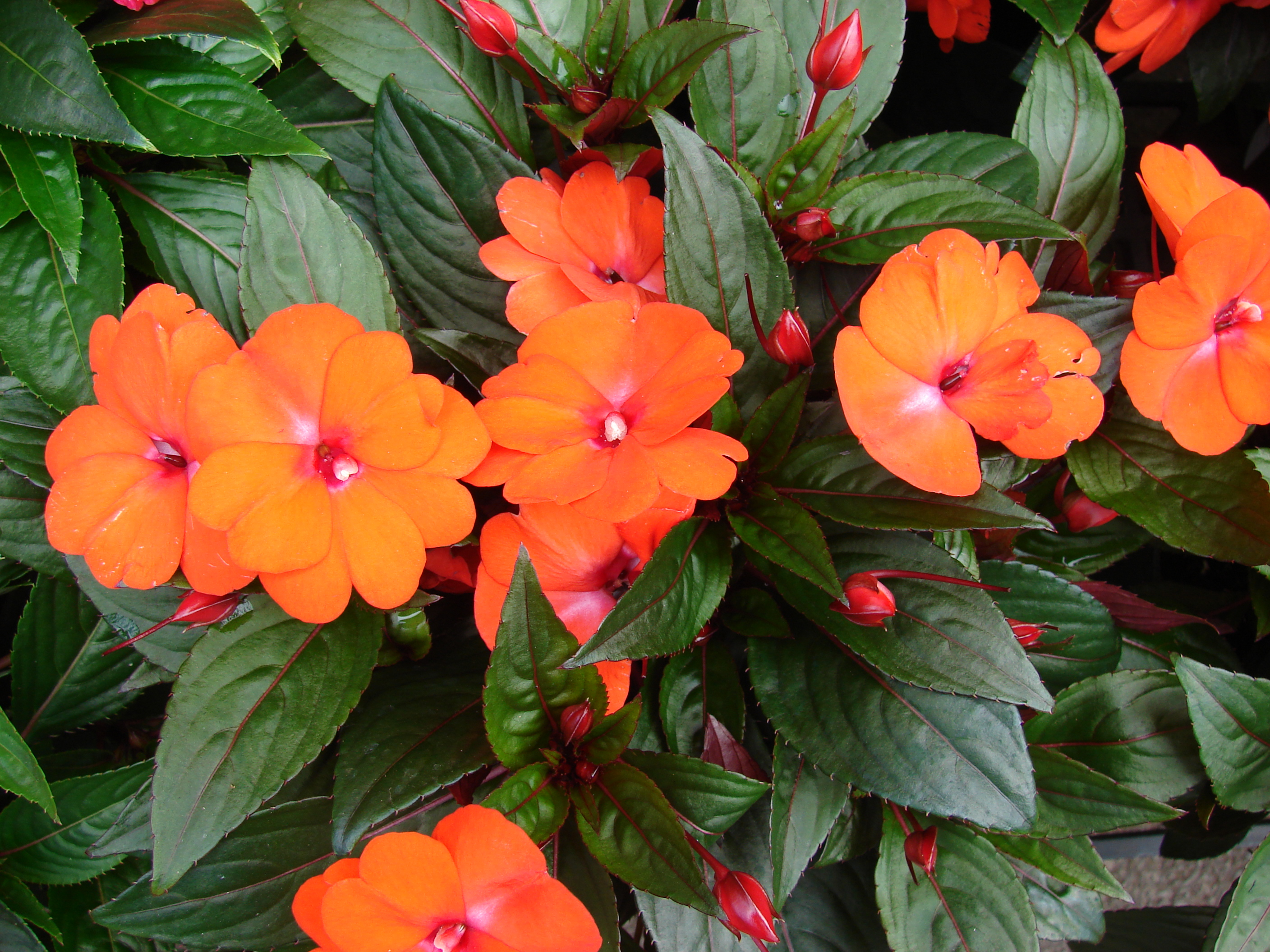

Niecierpek nowogwinejski (Impatiens hawkeri) – gatunek rośliny należący do rodziny niecierpkowatych. Pochodzi z Nowej Gwinei i Wysp Salomona. W Polsce jego kultywary i mieszańce są uprawiane jako rośliny ozdobne. Tak jak wszystkie inne gatunki niecierpków jest rośliną autochoryczną – rozsiewa się samoistnie wyrzucając nasiona z dojrzałych owoców na odległość kilku metrów. Reakcję tę ułatwiają bodźce mechaniczne, takie jak podmuch wiatru lub bezpośredni dotyk, stąd nazwa tej rośliny w wielu językach związana jest z niecierpliwością (łac., ang. impatiens, pol. niecierpek).

## Morfologia
ŁodygaKrótka, wzniesiona, rozgałęziająca się i bardzo mięsista.
LiściePojedyncze, elipsowate, ostro zakończone, ciemnozielone, nagie, drobno ząbkowane.
KwiatyMają pięć dużych, błyszczących płatków korony o bardzo intensywnej barwie i kolorach od białego poprzez różowy i pomarańczowo-różowy do jaskrawoczerwonego. Kwiaty mają średnicę do 4–5 cm.
OwocTorebka pękająca klapami.

## Zastosowanie
Najczęściej bywa uprawiany na balkonach, na zewnętrznych parapetach okiennych i na werandach w wiszących lub stojących pojemnikach. Może być uprawiany w mieszkaniach jako roślina doniczkowa, nadaje się również na rabaty, gdzie wysadzony w większej ilości tworzy barwne kobierce. Jego zaletą jest obfite i długotrwałe kwitnienie oraz intensywne wybarwienie kwiatów. Nawet jedna doniczka z kwitnącym niecierpkiem nowogwinejskim bardzo ożywia miejsce. Roślina jest długowieczna, jednak ze względu na trudności w przetrzymaniu jej przez zimę zwykle bywa w Polsce uprawiana jako roślina jednoroczna.

## Uprawa
- Wymagania. Jest łatwy w uprawie. Oprócz zwykłego podlewania, nawożenia i usuwania obumarłych kwiatów nie wymaga innych zabiegów. Jest też odporny na choroby. Niepodlewany straci co prawda kwiaty, a nawet liście, ale po podlaniu da się go jeszcze uratować. Należy do roślin cieniolubnych, dobrze rośnie w półcieniu. Ziemia powinna być próchniczna, żyzna. Jest bardzo wrażliwy na przymrozki, źle też toleruje niskie temperatury. Najkorzystniejsza do jego rozwoju jest temperatura 18–20 °C.
- Sposób uprawy. Na balkon wysadza się go dopiero w połowie maja, gdy nie ma już zagrożenia przymrozkami. Wymaga obfitego nawożenia przez cały sezon wegetacyjny. Nie należy go zraszać.
- Rozmnażanie. Najlepiej uprawiać go z wyhodowanych przez specjalistów sadzonek. Można też we własnym zakresie wykonywać sadzonki pędowe, ukorzeniają się łatwo, ukorzeniacz nie jest potrzebny.